# Droogmansia godefroyana
Droogmansia godefroyana là một loài thực vật có hoa trong họ Đậu. Loài này được (Kuntze) Schindl. miêu tả khoa học đầu tiên.